# Tshobdun
Le tshobdun (ou caodeng) est une langue tibéto-birmane parlée dans la province de Sichuan en République populaire de Chine.

## Localisation géographique
Le tshobdun est parlé dans le Xian de Barkam rattaché à la préfecture autonome tibétaine et qiang d'Aba.

## Classification
Le tshobdun forme aux côtés du japhug, du zbu et du situ les langues rGyalrong, un sous-groupe rattaché aux langues na-qianguiques.

## Sources
- (en) Jackson T.S. Sun, 2008, Tonality in Caodeng rGyalrong, dans Chomolangma, Demawend und Kasbek, Festschrift für Roland Bielmeier zum 65. Geburtstag, Brigitte Huber, Marianne Volkart, Paul Widmer (éditeurs), p. 257-280, Beiträge zur Zentralasienforschung 12, Halle, International Institute for Tibetan and Buddhist Studies.
- (en) Xun Gong, 2014, The personal agreement system of Zbu Rgyalrong (Ngyaltsu Variety), Transactions of the Philological Society Volume 112:1, p. 44–60.